# Вінники (Люблінське воєводство)
Вінніки (пол. Winniki; укр. Винники) — урочище у Польщі, у гміні Долобичів Грубешівського повіту Люблінського воєводства.

## Історія
На 1 січня 1939 року в селі мешкало 210 осіб, з них 200 українців-греко-католиків і 10 українців-римокатоликів.
6-15 липня 1947 року під час операції «Вісла» польська армія виселила зі села на приєднані до Польщі північно-західні терени 64 українців. У селі залишилося 6 поляків.